# Jadarit
Jadarit je bel zemeljski monoklinski silikatni mineral s kemijsko formulo LiNaSiB3O7(OH) ali Na2OLi2O(SiO2)2(B2O3)3H2O (natrijev litijev borov silikat hidroksid).

## Odkritje in razvrstitev
Jadarit so odkrili decembra 2004 v vrtinah v dolini reke Jadar v Srbiji, po kateri je dobil ime. Najdišče je bilo 10 km jugozahodno od planine Cer. Najdbe so bile prvotno odkrite v vaseh Jarebice in Slatina, kasneje pa v Dragincu.
Raziskovalni geologi iz Rio Tinto Exploration so mineral odkrili kot majhne zaobljene nodule v jedru vrtine in ga niso mogli primerjati s prej znanimi minerali. Kot nov mineral je bil jadarit potrjen po opravljenih testiranjih v Naravoslovnem muzeju v Londonu in Nacionalnem raziskovalnem svetu Kanade.

## Komercialna uporaba
Odkritje minerala je lahko komercialno pomembno, saj vsebuje litij in bor, ki sta oba relativno redka, a industrijsko pomembna elementa. Litij se uporablja v litijevih baterijah; bor se uporablja v zlitinah, keramiki, steklu in drugih aplikacijah.
Po prvotnih ocenah obstaja 200 milijonov ton rude litijevega borata, zaradi česar bodo bodoči jadarski rudniki postali eno največjih nahajališč litija na svetu ter naj bi zadostili 10 odstotkom svetovnega povpraševanja po litiju. Po kasnejši oceni ameriškega geološkega zavoda je pričakovana dobava bližja 1,51 odstotku svetovne dobave. Rudišče Spodnji Jadar vsebuje 114,5 milijona ton rude s povprečno vsebnostjo donosnih komponent 1,8 % litijevega oksida in 13,1 % borovega oksida.
Maja 2017 je Rio Tinto objavil, da ima jadarsko območje eno izmed svetovno največjih nahajališč litija na svetu ter dvignili oceno vsebnosti rude spodnjejadarskega rudišča na 136 milijonov ton rude. Po navedbah družbe je ocena mineralnih virov rudišča potrdila kakovost rude. Pridobivanje naj bi se začelo leta 2023 s predvidenim podzemnim izkoriščanjem dobe 50 let.
Ob rudnikih je predvidena tudi predelava jadarita, ki bo rudo predelovala v litijev karbonat in borovo kislino. Prototip objekta so izdelali znanstveniki iz Srbije, Avstralije in ZDA, testirajo pa ga v Melbournu. Testiranje vključuje predelavo koncentrata jadarita.
25. julija 2017 sta Rio Tinto in srbska vlada, ki jo je zastopala takratna predsednica vlade Ana Brnabić, podpisala memorandum, ki je potrdil leto 2023 kot izhodiščno leto za pričetek izkopnih del, obenem pa razkril, da so se šele takrat izoblikovale delovne skupine, pričele študije in da se bo začel postopek izdaje dovoljenj. Celotno podjetje so poimenovali "Projekt Jadar".
Do leta 2020 sta prihajajoče izkoriščanje jadarita in ekstrakcija litija sprožila burno javno in akademsko razpravo, zlasti po tem, ko je Rio Tinto uničil sotesko Juukan v Avstraliji. Aktivnostim nasprotujejo okoljevarstveniki, lokalno prebivalstvo ter nekateri znanstveniki in profesorji, ki navajajo uporabo velikih količin vode, različnih kislin in drugih kemikalij v proizvodnem procesu, ki bi onesnažili 2000 hektarjev rodovitne, obdelovalne zemlje, bi zasoljeval podzemne vode in onesnaževal reki Jadar in Drino. Drugi strokovnjaki trdijo, da ni razloga, da ne bi zaupali trditvi podjetja o upoštevanju najstrožjih ukrepov proti onesnaževanju, da so vode varne in da zemlja ni tako rodovitna. Podjetje naj bi uporabljalo eksperimentalni postopek, ki preprečuje onesnaženje in je bil v Avstraliji testiran 2000-krat.
Z novembrom 2021 se izgradnja rudnika še ni pričela. Med sočasnimi okoljskimi protesti je srbska podružnica Rio Tinta "Rio Sava Exploration" naznanil pričetek izgradnje rudnika v letu 2022 z zaključkom leta 2026. Po navedbah podjetja je bilo investiranih 250 milijonov dolarjev z dodatno investicijo 200 milijonov dolarjev leta 2021. Po množičnih okoljskih protestih je takratna predsednica srbske vlade Ana Brnabić 20. januarja 2022 naznanila prekinitev projekta.

## Kriptonit
Kemijska formula jadarita je podobna, a ne enaka formuli ("natrijev litijev borov silikat hidroksid s fluorom"), ki je bila izumljena za izmišljeno snov kriptonit v filmu iz leta 2006 Superman se vrača. To naključje je leta 2007, kmalu po odkritju jadarita, pritegnilo pozornost množičnih medijev.
Jadarit, za razliko od izmišljenega materiala v filmu, ne vsebuje fluora in nima zelenega sijaja.